# Bahnstrecke Pistoia–Bologna
| Streckennummer (RFI): | 83                   |                                                |                                                |
| Kursbuchstrecke (IT): | 255                  |                                                |                                                |
| Streckenlänge: | 99 km                |                                                |                                                |
| Spurweite: | 1435 mm (Normalspur) |                                                |                                                |
| Stromsystem: | 3 kV =               |                                                |                                                |
| Maximale Neigung: | 20 ‰                 |                                                |                                                |
| |                      |                                                |                                                |
| \| \| \| Bologna Centrale \| 45 m \| \| \| \| Strecke nach Mailand \| \| \| \| 126,905 \| Bologna Borgo Panigale (bis 2001 Bahnhof)[1] \| 46 m \| \| \| 125,325 \| Casteldebole (seit 2002)[2] \| Casteldebole (seit 2002)[2] \| \| \| 123,106 \| Casalecchio Garibaldi (Keilbahnhof, seit 2002)[2] \| Casalecchio Garibaldi (Keilbahnhof, seit 2002)[2] \| \| \| \| FER-Strecke nach Vignola \| \| \| \| 122,077 \| Casalecchio di Reno (bis 2002 Bahnhof)[2] \| 70 m \| \| \| 118,547 \| Borgonuovo \| Borgonuovo \| \| \| 116,221 \| Pontecchio Marconi \| 91 m \| \| \| 112,818 \| Sasso Marconi \| 107 m \| \| \| 107,911 \| Lama di Reno (seit 1948)[3] \| 114 m \| \| \| 105,289 \| Marzabotto \| 129 m \| \| \| 103,107 \| Pian di Venola (seit 2004)[4] \| Pian di Venola (seit 2004)[4] \| \| \| 99,071 \| Pioppe di Salvaro \| 163 m \| \| \| 93,432 \| Vergato \| 194 m \| \| \| 89,078 \| Carbona (seit 1949)[5] \| 222 m \| \| \| \| Riola (1834 m) \| \| \| \| 85,032 \| Riola \| 252 m \| \| \| \| Pian di Casale (2622 m) \| \| \| \| 75,855 \| Silla \| 330 m \| \| \| 73,367 \| Porretta Terme \| 352 m \| \| \| 69,890 \| Ponte della Venturina (seit 1909)[6] \| 396 m \| \| \| 65,714 \| Molino del Pallone \| 495 m \| \| \| 63,668 \| Biagioni-Lagacci \| 506 m \| \| \| 58,596 \| Pracchia bis 1965 Übergang zur FAP \| 616 m \| \| \| \| Appennino (2727 m) \| \| \| \| 55,441 \| San Mommè (seit 1935) \| 544 m \| \| \| 53,440 \| Castagno (seit 1960) \| 493 m \| \| \| \| Signorino (1073 m) \| \| \| \| 51,077 \| Corbezzi \| 418 m \| \| \| 45,096 \| Piteccio \| 291 m \| \| \| 38,801 \| Valdibrana \| ca. 140 m \| \| \| 35,330 \| Pistoia Ovest \| Pistoia Ovest \| \| \| \| Strecke von Viareggio \| \| \| \| 33,573 \| Pistoia \| 63 m \| \| \| \| Strecke nach Florenz \| \| |                      |                                                |                                                |
| Bahnhof |                      | Bologna Centrale                               | 45 m                                           |
| Abzweig geradeaus und nach rechts |                      | Strecke nach Mailand                           | Strecke nach Mailand                           |
| Haltepunkt / Haltestelle | 126,905              | Bologna Borgo Panigale (bis 2001 Bahnhof)      | 46 m                                           |
| Haltepunkt / Haltestelle | 125,325              | Casteldebole (seit 2002)                       | Casteldebole (seit 2002)                       |
| Bahnhof | 123,106              | Casalecchio Garibaldi (Keilbahnhof, seit 2002) | Casalecchio Garibaldi (Keilbahnhof, seit 2002) |
| Abzweig geradeaus und nach rechts |                      | FER-Strecke nach Vignola                       | FER-Strecke nach Vignola                       |
| Haltepunkt / Haltestelle | 122,077              | Casalecchio di Reno (bis 2002 Bahnhof)         | 70 m                                           |
| Haltepunkt / Haltestelle | 118,547              | Borgonuovo                                     | Borgonuovo                                     |
| Haltepunkt / Haltestelle | 116,221              | Pontecchio Marconi                             | 91 m                                           |
| Bahnhof | 112,818              | Sasso Marconi                                  | 107 m                                          |
| Haltepunkt / Haltestelle | 107,911              | Lama di Reno (seit 1948)                       | 114 m                                          |
| Bahnhof | 105,289              | Marzabotto                                     | 129 m                                          |
| Haltepunkt / Haltestelle | 103,107              | Pian di Venola (seit 2004)                     | Pian di Venola (seit 2004)                     |
| Bahnhof | 99,071               | Pioppe di Salvaro                              | 163 m                                          |
| Bahnhof | 93,432               | Vergato                                        | 194 m                                          |
| Haltepunkt / Haltestelle | 89,078               | Carbona (seit 1949)                            | 222 m                                          |
| Tunnel |                      | Riola (1834 m)                                 | Riola (1834 m)                                 |
| Bahnhof | 85,032               | Riola                                          | 252 m                                          |
| Tunnel |                      | Pian di Casale (2622 m)                        | Pian di Casale (2622 m)                        |
| Haltepunkt / Haltestelle | 75,855               | Silla                                          | 330 m                                          |
| Bahnhof | 73,367               | Porretta Terme                                 | 352 m                                          |
| Haltepunkt / Haltestelle | 69,890               | Ponte della Venturina (seit 1909)              | 396 m                                          |
| Bahnhof | 65,714               | Molino del Pallone                             | 495 m                                          |
| Haltepunkt / Haltestelle | 63,668               | Biagioni-Lagacci                               | 506 m                                          |
| Bahnhof | 58,596               | Pracchia bis 1965 Übergang zur FAP             | 616 m                                          |
| Tunnel |                      | Appennino (2727 m)                             | Appennino (2727 m)                             |
| Haltepunkt / Haltestelle | 55,441               | San Mommè (seit 1935)                          | 544 m                                          |
| Haltepunkt / Haltestelle | 53,440               | Castagno (seit 1960)                           | 493 m                                          |
| Tunnel |                      | Signorino (1073 m)                             | Signorino (1073 m)                             |
| Bahnhof | 51,077               | Corbezzi                                       | 418 m                                          |
| Bahnhof | 45,096               | Piteccio                                       | 291 m                                          |
| Bahnhof | 38,801               | Valdibrana                                     | ca. 140 m                                      |
| Haltepunkt / Haltestelle | 35,330               | Pistoia Ovest                                  | Pistoia Ovest                                  |
| Abzweig geradeaus und von rechts |                      | Strecke von Viareggio                          | Strecke von Viareggio                          |
| Bahnhof | 33,573               | Pistoia                                        | 63 m                                           |
| Strecke |                      | Strecke nach Florenz                           | Strecke nach Florenz                           |

Die Bahnstrecke Pistoia–Bologna ist eine ehemalige Hauptbahn in Italien. Die auch als  Porrettana bekannte Strecke wurde im Jahre 1864 von Viktor Emanuel II. eingeweiht und war die erste Verbindung zwischen Nord- und Mittelitalien, die den Apennin überquerte. Sie wurde schon 1851 als Strada Ferrata dell’Italia Centrale entworfen. 
Damals war es mit 47 Tunneln, 35 Brücken und  Viadukten und einer Gesamtlänge von 99 km ein bedeutendes technisches Projekt. Der schwierigste zu bauende Abschnitt war die Verbindung zwischen Pracchia und Pistoia, auf dem auf 14 Kilometern ein Gefälle von 500 Metern überwunden werden musste. Die Arbeiten wurden vom französischen Ingenieur Jean-Louis Protche überwacht; dabei löste er das Problem mit dem Bau des Spiraltunnels auf der Strecke zwischen Piteccio und Corbezzi, wie später zum Beispiel auch beim Bau der Gotthardbahn angewandt. In Porretta Terme befindet sich noch heute ein dem Ingenieur und Viktor Emmanuel II. gewidmeter Platz.

## Geschichte

Arbeiten an der Porrettanabahn im Jahre 1863. Links der Ingenieur Jean-Louis Protche

Mitte des 19. Jahrhunderts verfügte das Großherzogtum Toskana über ein Schienennetz mit einer Gesamtlänge von 225 km: die Leopoldabahn (Florenz–Pisa–Livorno); die Maria-Antonia-Bahn Florenz–Prato-Pistoia, die Bahnstrecke Pisa–Lucca und die Strada Ferrata Centrale Toscana zwischen Empoli und Siena. In dieser Zeit begann der Bau der Strecke zwischen Lucca und Pistoia, und es wurden die ersten Entwürfe für die Verbindungen zwischen Florenz und Bologna durch den Apennin vorgelegt, um einen wichtigen Eisenbahnzweig zwischen Nord- und Süditalien entstehen zu lassen.
1845 legten Ingenieur Cini aus San Marcello Pistoiese und Ingenieur Ciardi aus Prato die beiden Pläne zur Überquerung des Apennin vor. Die Linie von Cini begann in Pistoia, führte mit einer Neigung von 20 ‰ das Tal des Bachs Ombrone Pistoiese bis San Felice hinauf. Von hier aus erklomm die Bahn den Apenninenkamm über eine 16 km lange Strecke mit zahlreichen Serpentinen und einer Neigung zwischen 25 und 12 Promille über die Berge bis Pracchia. Im Plan war auch ein Tunnel von 2800 Metern Länge verzeichnet. Von Pracchia bis Bologna musste die Bahn am Fluss Reno entlang verlaufen. Die Bahnstrecke war ziemlich gewunden, aber Cini war in erster Linie an der wirtschaftlichen Entwicklung von Pistoia interessiert.
Ciardi schlug ein anderes Projekt vor mit dem Ziel, dass es möglichst günstig und schnell für Güter- und Personentransport sein konnte. Zum Beispiel musste diese Strecke so wenig steil und so kurz wie möglich sein. Ciardi schlug als erster das Projekt über das Bisenzio-, das Setta- und das Renotal vor, das Steigungen von mehr als 12 ‰ aufwies, aber insgesamt 14 km kürzer war als die Porrettanabahn.
Die Aussicht auf eine Entscheidung führte zu einer heftigen Auseinandersetzung zwischen den Städten. In Prato wurde ein Ausschuss gebildet, um den Vorschlag des Bisenzio-Projekts zu unterstützen. In Pistoia förderte Cini die Gründung einer Firma. Maßgeblich war jedoch das militärische Interesse Österreichs, das gezielt nach einer schnellen Verbindung zwischen dem strategischen Hafen von Livorno und Pistoia suchte. Österreich bevorzugte daher die Porrettanabahn und übte auf Leopold II., den Großherzog der Toskana, Druck aus, damit er sich für die Pistoia-Option entscheiden würde.
Am 18. Mai 1846 unterzeichneten die Regierungen des Österreichischen Reichs, des Großherzogtum Toskana, der Herzogtümer Parma und Modena und dem Kirchenstaat ein internationales Abkommen für den Bau der „Italienischen Centralbahn“ zwischen Piacenza und Pistoia mit einer Abzweigung nach Mantua, die sich mit bereits bestehenden Eisenbahnstrecken in der Lombardei und Venetien verbinden würden. Geplant war auch eine Verlängerung bis nach Rom.
Der Vertrag für die Porrettana wurde am 26. Januar 1852 in Modena abgeschlossen, Cini konnte ihn nicht mitunterzeichnen, weil er am Vortag verstorben war.  
1856 wurde die Strecke nach jahrelangen Arbeiten an eine internationale Kapitalgesellschaft unter der Leitung des französischen Ingenieurs Jean-Louis Protche (1818–1886) übergeben, der das Problem der Kreuzungsmöglichkeiten in der Kurve mit einem 2927 Meter langen Tunnel (Galleria Appennino) löste, was oft auch heute noch als ein Beispiel für eine technische Meisterleistung angeführt wird. 
Die Porrettanabahn war siebzig Jahre lang, bis zur Eröffnung der Direttissima Bologna–Florenz im Jahre 1934, eine der wichtigsten Hauptverkehrsadern Italiens. Sie war zu dieser Zeit eine technische Meisterleistung, durch die die Entfernung zwischen Bologna und Florenz (131 km) in fünf Stunden überwunden werden konnte, mit der Postkutsche brauchte man dagegen 14 Stunden. Die Gesamtkosten erwiesen sich als höher als die für den Fréjus-Straßentunnel. 
Eröffnungsdaten
- Bologna–Vergato, 39 km, 18. August 1862
- Vergato–Pracchia, 35 km, 1. Dezember 1863
- Pracchia–Pistoia, 25 km, 2. November 1864

Bei der Eröffnung der gesamten Bahnstrecke (1864) hatte Österreich seit vier Jahren seine Vorherrschaft in Italien verloren, deswegen waren die ursprünglichen militärischen Zwecke nicht mehr gegeben. Die vielen Hindernisse der Bahnstrecke im Personen- und Güterverkehr wurden daher deutlich. Besonders die Bahnstrecke zwischen Pistoia und Pracchia hatte unter anderem einen Leistungsgrad von 27 täglichen Zugpaaren. Dies bedeutet, wenn auch die beste Berglokomotive die Strecke zwischen Florenz und Bologna in 3 Stunden zurücklegen konnte, konnte die Bahnstrecke eine Höchstlast von nur 3.000 Tonnen täglich ertragen, unangemessen für die wirtschaftliche Entwicklung Italiens in der zweiten Hälfte des 19. Jahrhunderts. 1864 liefen nur zwei Zugpaare täglich und Lokalzüge konnten hier wegen der vielen Transitzüge für lange Zeit nicht verkehren, noch konnten sich Touristenfahrten entwickeln. 
Die Gesamtstrecke war von Bologna bis Pistoia eingleisig und die ersten Lokomotiven erreichten eine Geschwindigkeit von 20 km/h.
Den größten Verkehr bewältigte die Porrettanabahn im Ersten Weltkrieg, als 70 Zugpaare rund um die Uhr verkehrten. An den Tunnelportalen wurden Lokführer auf Pferden stationiert, um nötigenfalls ihre Kollegen ersetzen zu können, die bei der Tunnelfahrt wegen des Rauches fast erstickten. 1927 wurde die Linie mit Drehstrom elektrifiziert und es kamen die Baureihen E.550, E.431, E.432 und E.554 zum Einsatz. Bereits 1890 war die Bahnstrecke Faenza–Florenz eröffnet worden, um die Porrettanabahn zu entlasten. Schließlich konnte am 22. April 1934 die Bahnstrecke Bologna–Florenz, deren Arbeiten 1913 begonnen hatten und wegen des Krieges unterbrochen worden waren, eröffnet werden. Die Direttissima wurde mit Gleichstrom elektrifiziert und die Porrettana bis 1935 daran angepasst.
Damit wurde die Porrettanabahn zu einer Lokalbahn, auf der heute (2012) zwischen Porretta Terme und Bologna ein Stundentakt besteht, zwischen Porretta Terme und Pistoia ein Zweistundentakt. Güterverkehr gibt es keinen mehr. Ihre Daseinsberechtigung sind die Pendler, die aus dem Reno-Tal nach Bologna fahren.